# کفش ملی
کفش ملّی  یکی از شرکت‌های تولیدکننده کفش در ایران است که در سال ۱۳۳۶ توسط محمدرحیم متقی ایروانی تأسیس شد. شرکت کفش ملّی پس از انقلاب مصادره و به سازمان صنایع ملی منتقل شد. شرکت قبل از آن جزو بنگاه صنعتی ملّی بود.
این شرکت زمانی بیش از ۵۲ کارخانه در صنعت کفش و چرم و بیش از ۴۰۰ فروشگاه زنجیره‌ای کفش ملّی در سطح ایران و بین ۹ تا ۱۱ هزار کارگر داشت. تولیدات این شرکت به اتحاد جماهیر شوروی به‌ویژه ارتش سرخ، مجارستان، لهستان و رومانی صادر می‌شد.

## بنیان کفش ملّی
رحیم ایروانی در یکی از سال‌های دهه ۱۳۳۰ پس از سفر به کشور چکسلواکی، دو کارشناس و یک دستگاه اتوکلاو با خود به ایران آورد و تولید کفش را تنها با ۳۵ نفر کارگر آغاز کرد. بهای این کفش تولیدی در ایران حدود نصف مشابه وارداتی آن بود. ایروانی بعدها زمینی به وسعت ۷۰۰ متر مربع در منطقهٔ مهرآباد خرید که ۴۰۰ متر مربع بنای ساختمانی داشت. سپس با خرید ماشین دوخت، از پارچه‌های ایرانی استفاده کرد و شرکتی خارجی به نام ولکو نیز حاضر به سرمایه‌گذاری و انتقال فناوری به ایران شد. این کارخانه «کفش ملّی» نام گرفت و در آغاز ۱۵۰ محصول مختلف تولید می‌کرد.

رحیم ایروانی با خرید زمین‌ها و املاک منطقهٔ مهرآباد کارخانهٔ خود را گسترش داد. علاوه‌بر گسترش ساختمان‌های کارخانهٔ کفش ملّی، او در یکی از زمین‌هایی که خریده بود، مسجدی نیز احداث کرد. تا سال ۱۳۳۷ در ایران کفش‌های چرمی تولید نمی‌شد؛ امّا به دنبال تأسیس کارخانه‌های چرم و دباغی، تولید کفش چرم نیز در کفش ملّی آغاز شد.

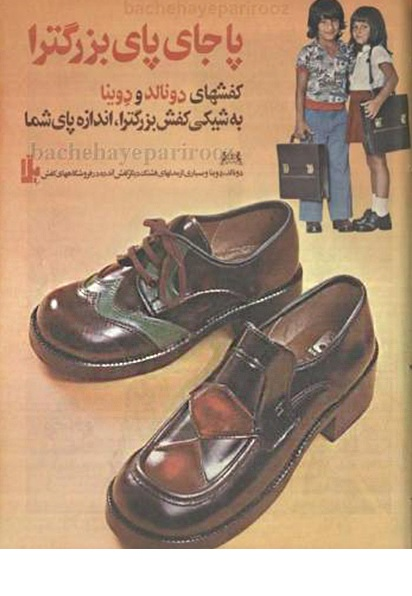
تبلیغ کفش ملّی برای کفش کودکان در دهه ۵۰ هجری خورشیدی

در این دوران رقبای عمدهٔ کفش ملّی کفش‌هایی بودند که عمدتاً از چکسلواکی وارد می‌شدند. از سال ۱۳۴۷ به بعد، کفش ملّی در کنار تولید کفش، محصولاتی مثل جوراب، توید آستر و بند کفش و محصولات دیگر را نیز آغاز کرد. در همین سال، گسترش کارخانجات کفش ملّی با ساخت و ساز در کیلومتر ۱۸ جاده قدیم کرج پی گرفته شد. ایروانی زمینی به مساحت ۴۰۰ هزار متر مربع خرید و پارک صنعتی کفش ملّی فعالیت خود را رسماً در سال‌های آغازین دهه ۱۳۵۰ آغاز کرد. در این زمین برای ساخت ۴۰۰ واحد خانهٔ سازمانی برای کارگران برنامه‌ریزی شد تا با اسکان کارگران، هزینهٔ رفت و آمد و ترابری را کاهش دهد.
در کارخانهٔ کفش ملّی تا سال ۱۳۵۰ انواع مختلفی از کفش مثل کفش ورزشی، کفش برای روزهای بارانی، چکمه، پوتین، دمپایی، کفش کتانی، کفش‌های بچگانه و کفش ایمنی تولید می‌شد. با افزایش تدریجی گنجایش کارخانهٔ مهرآباد، روزانه ۱۲٬۵۰۰ جفت کفش در کارخانهٔ کفش ملّی توسط ۲۵۰۰ کارگر تولید می‌شد.
در سال ۱۳۵۷ سرمایهٔ شرکت در مقایسه با سال ۱۳۵۵ به میزان ۷۴۱ میلیون ریال افزایش یافت. ایروانی علاوه‌بر تأسیس فروشگاه‌های زنجیره‌ای کفش ملّی در سراسر کشور و یکسان‌سازی قیمت‌ها، توانست به کشورهای اروپای شرقی و شوروی نیز کفش صادر کند.

## دسما ایران
کفش ملّی برای تأمین نیازهای خود به قالب‌های جدید و تعمیر ماشین‌آلات موجود اقدام به ایجاد یک شرکت قالب‌سازی به نام دسما ایران کرده بود که از بیرون هم سفارش قبول می‌کرد.

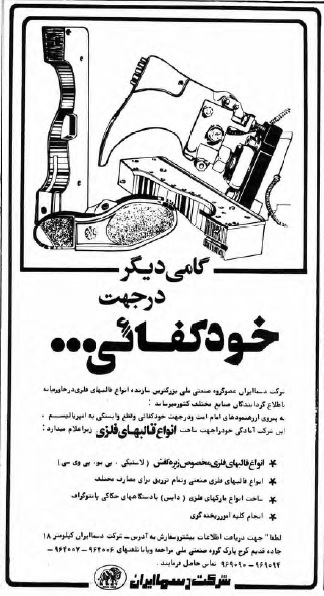
تبلیغ دسما ایران در روزنامهٔ جمهوری اسلامی در ۲۱ فروردین ۱۳۶۱

## پس از انقلاب ۵۷
«اسدالله لاجوردی و محمدرحیم متقی ایروانی هر دو در بازار تهران در کنار هم حجره داشتند. ایروانی کفش و لاجوردی روسری می‌فروخت. ایروانی غرفهٔ کفش‌فروشی را به کارخانهٔ کفش ملّی با یازده هزار کارگر و حدود ۴۰۰ شعبه در سراسر ایران تبدیل کرد و لاجوردی، بعد از انقلاب دادستان شد و اموال او را مصادره کرد و حالا آن کارخانه تبدیل به انبار شده است…»
حسین مرعشی، فعال سیاسی اصلاح‌طلب و نمایندهٔ پیشین مجلس شورای اسلامی

با وقوع انقلاب ۱۳۵۷، شرکت کفش ملّی و بیش از ۵۰ شرکت در ارتباط با آن مصادره شدند. پس از آن کفش ملّی به سازمان صنایع ملی منتقل و چندی بعد به‌دلیل رفع بدهی دولت به سازمان بازنشستگی کشوری واگذار شد. تا به امروز ماشین‌آلات این کارخانه تماماً فروخته شده و محل کارخانه‌ها (پارک صنعتی کفش ملّی) به انبار تبدیل شده است که بخشی از آن در اختیار شرکت خودروسازی سایپا و بخش دیگر آن تبدیل به انبار کفش شده است. هم‌اکنون برخی تولیدکنندگان کفش در کشور محصولات خود را با نشان کفش ملّی از طریق فروشگاه‌های کفش ملّی به فروش می‌رسانند. دو شرکت بزرگ کفش‌سازی ایران یعنی کفش بلا و کفش وین هم همین فرجام را داشتند.
اکنون فروشگاه‌های کفش ملّی به عرضه تولیدات صنایع کوچک و دیگر کارخانه‌ها تبدیل شده‌اند. هم‌اکنون بعد از ۳۲ سال، از پرسنل ۱۰ هزار نفری گروه کفش ملّی تنها ۷۰۰ نفر باقی مانده‌اند که در کفش گنجه و بخش‌های بازرگانی مشغول به کار هستند. کفش ملّی و کفش بلا پس از انقلاب به هیچ کشوری صادرات نداشته‌اند.